# Celia Valls
Celia Valls (Alcoi, 1901 - Alacant, 1988) fou una sindicalista alacantina.
A l'inici de la Guerra civil, en el bàndol republicà, els ajuntaments són substituïts per consells municipals, amb forta presència dels sindicats. El setembre del 1936, Celia Valls fou nomenada pel governador civil com a integrant del Consell Municipal d'Alacant, en representació de la UGT, reflex dels espais públics en què les dones començaren a ser presents en el context revolucionari i excepcional de la guerra. No obstant això, en consonància amb els discursos tradicionals de gènere, que impregnaven fins i tot els militants dels partits i sindicats d'esquerra, fou elegida vocal de les comissions municipals d'Instrucció Pública i de Beneficència i Sanitat. El desembre de 1936, la va substituir Aurora Fernández García, també per la UGT, a qui l'alcalde Rafael Milla, comunista, va animar a treballar en Beneficència i Sanitat i en Instrucció Pública, afers “en què la dona pot realitzar una tasca beneficiosa per als xiquets” (acta del Consell Municipal d'Alacant de 7 de desembre de 1936). Aurora Fernández ocupà el càrrec fins a abril de 1937, en què foren nomenats nous vocals del Consell Municipal, sense que hi haguera cap altra dona. Més endavant, el 1938, les substituirà la jove comunista Marina Olcina, nomenada regidora de Belles Arts.

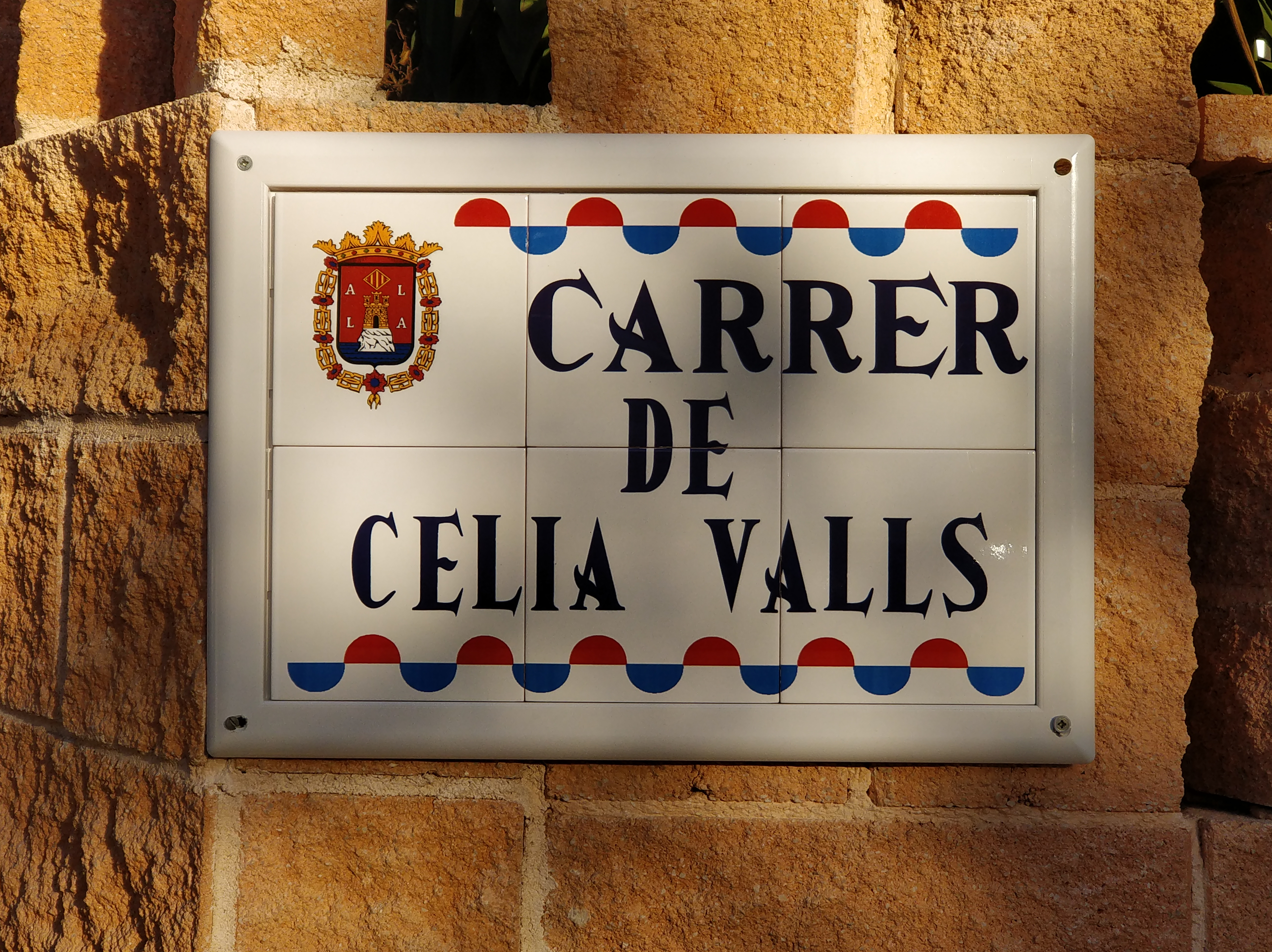
Placa del carrer de Celia Valls a Alacant

 El 18 d'octubre de 2018, en aplicació de la Llei de Memòria Històrica, va rebre un carrer amb el seu nom, en substitució del carrer dedicat al polític franquista Valero Bermejo, al barri alacantí del Pla del Bon Repòs.